# Velório
Velório é um tradicional encontro ou celebração dos parentes e amigos de um falecido nas horas que se seguem à sua morte e antes do sepultamento ou cremação do corpo.

## Descrição
Por tradição, o velório se realiza com o falecido “de corpo presente”, na mesma sala ou em anexo quando se realiza na sua casa; Embora, no Ocidente superlotado, avanços e leis tenham feito com que o velório desde o final do século XX fosse geralmente realizado na funerária que possuísse quartos preparados para esses casos, ou ainda no sanatório, hospital ou instituição de host correspondente. Dependendo da confissão religiosa do falecido e de sua família, as orações e cerimônias correspondentes são realizadas. Embora a tendência para o laicismo tenha significado que esses tipos de manifestações, antes dramáticas e ocasionalmente suntuosas, foram consideravelmente reduzidas a uma reunião de luto pela “última despedida” da pessoa falecida.
Quando o falecido é uma personalidade ou muito popular, são realizados velórios públicos, como nos funerais de Estado.

## Na história da pintura

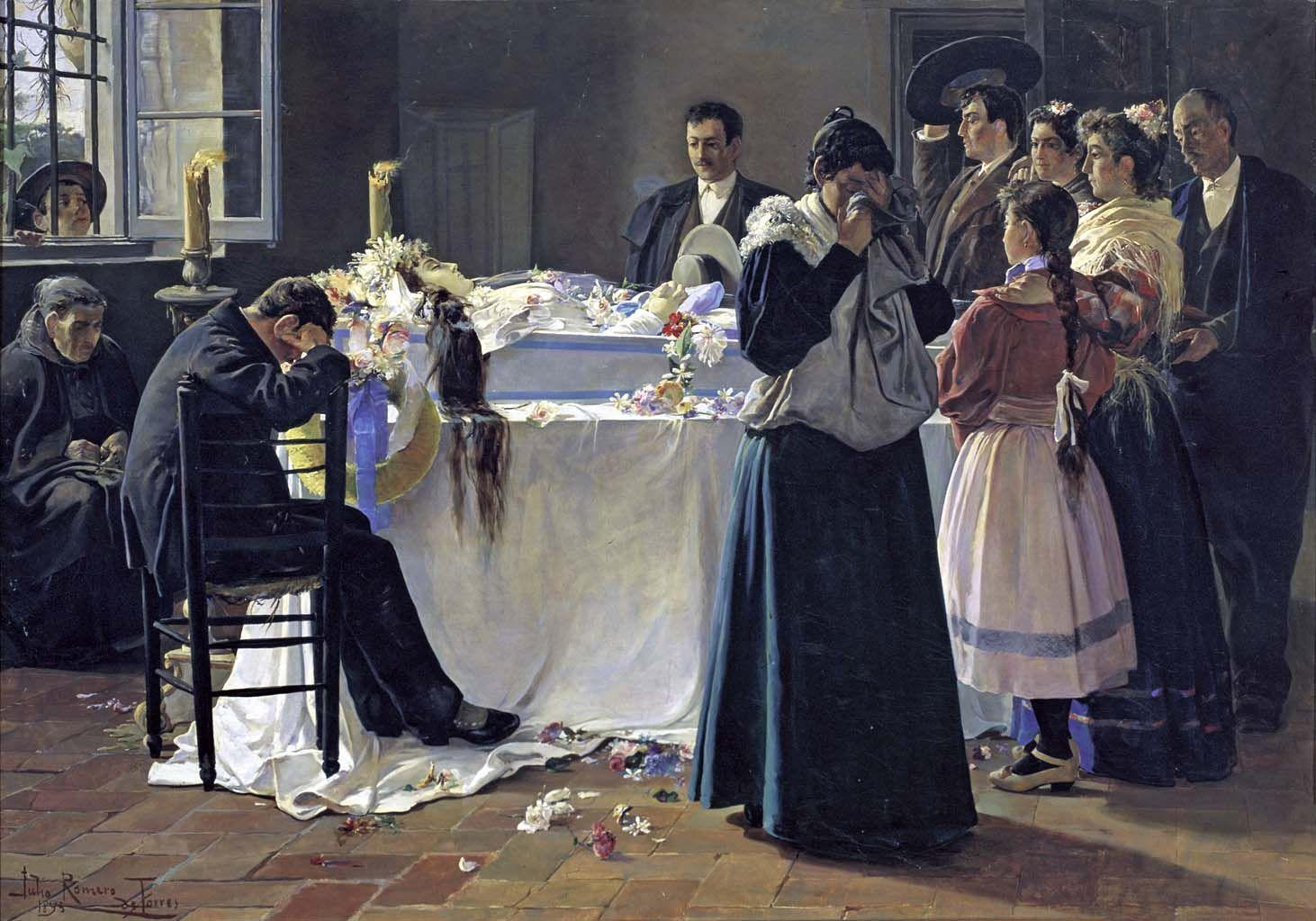
Mira que bonita era (ca. 1895) por Julio Romero de Torres. Museu Julio Romero de Torres
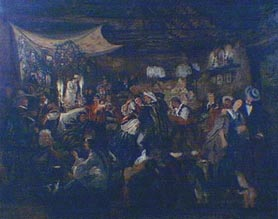
El velatorio del angelito (1840) por Ernest Charton. Museu Nacional de Belas Artes (Argentina)
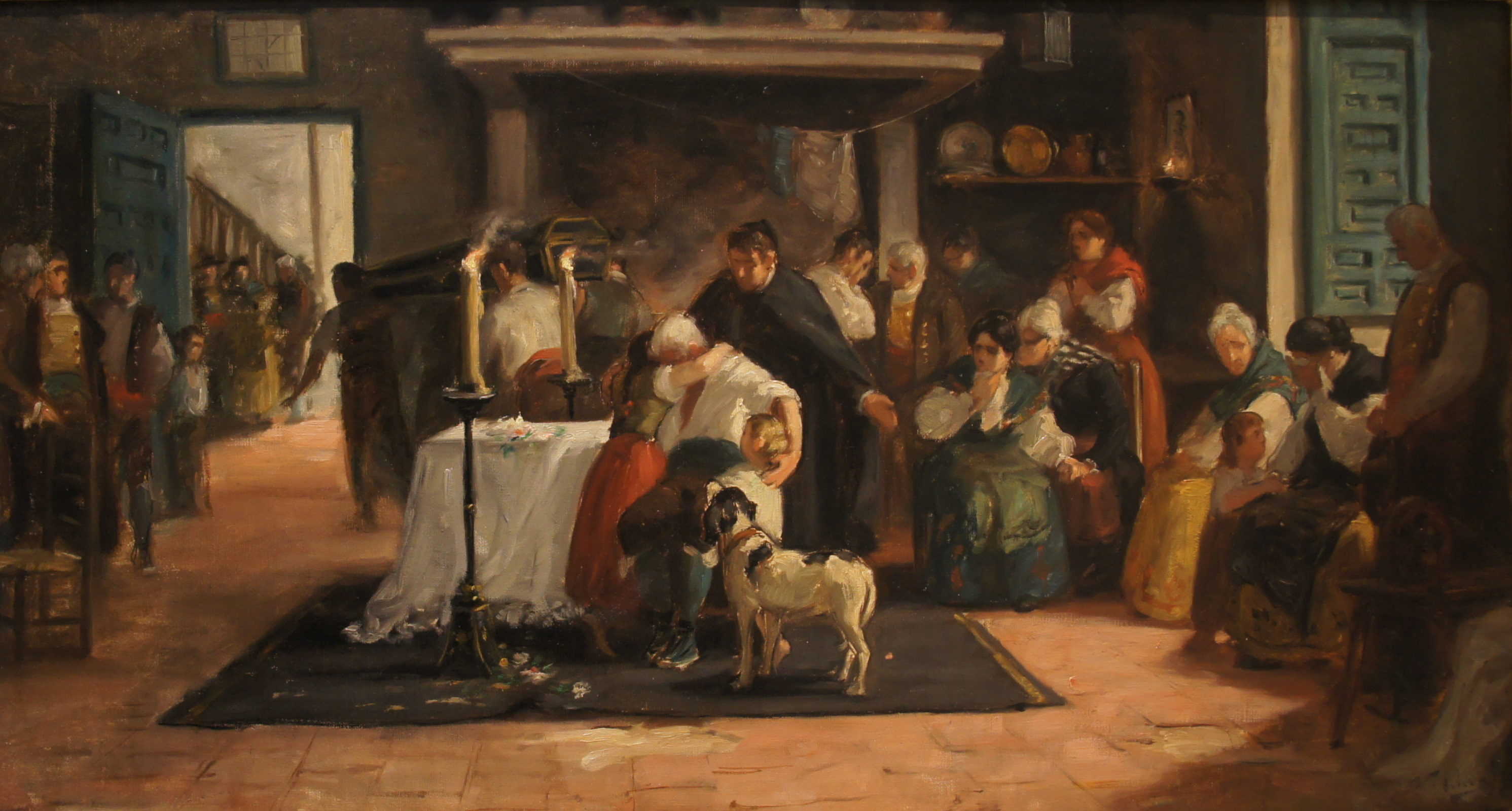
El velatorio por Ulpiano Checa. Museu Ulpiano Checa (Espanha)
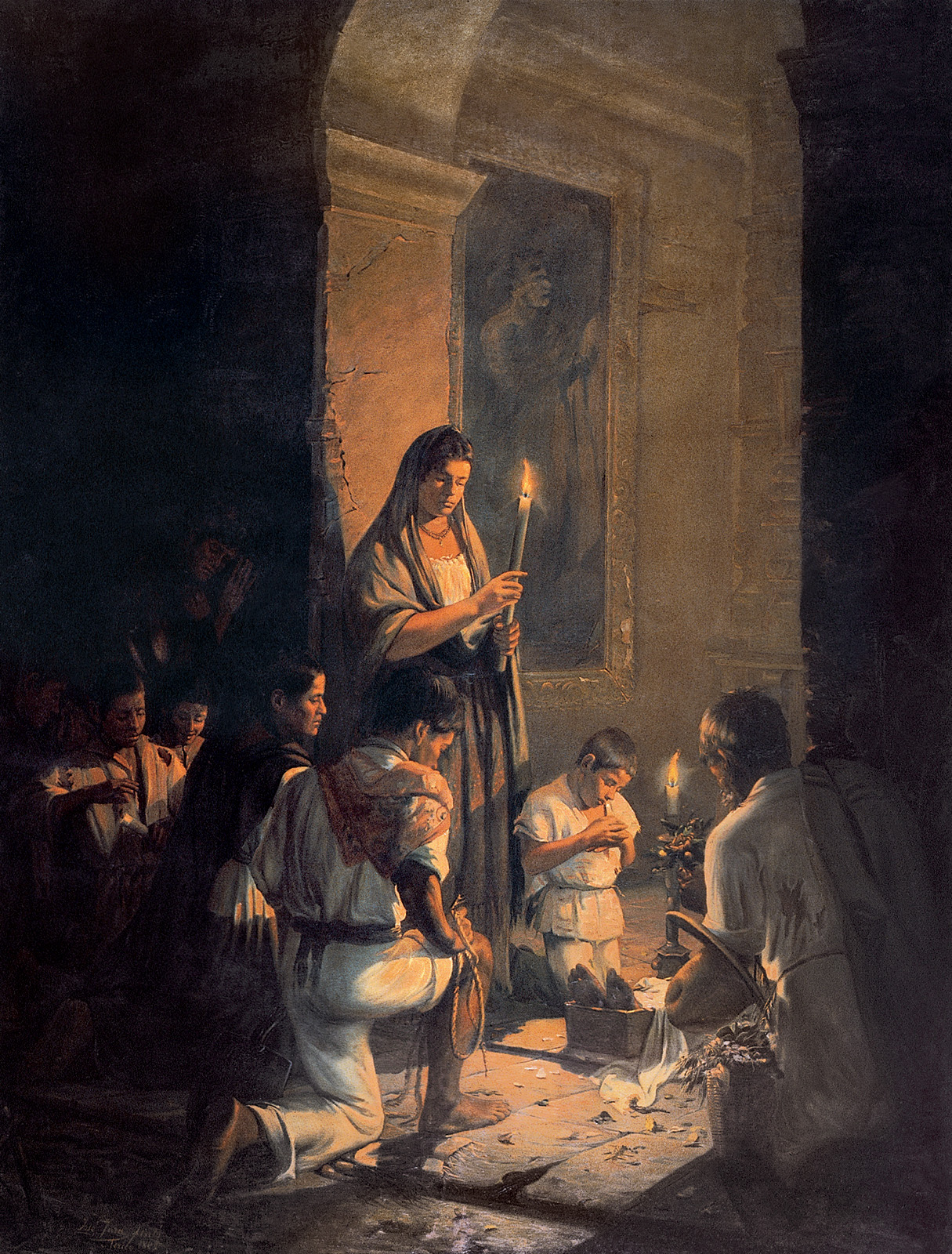
El velorio por José María Jara (1866-1939); Museu Nacional de Arte na Cidade do México